# Michael Cherry
Michael Cherry (New York, 23 maart 1995) is een Amerikaanse sprinter. Hij nam eenmaal deel aan de Olympische Spelen en dat resulteerde in een gouden medaille. Op de wereldkampioenschappen veroverde hij in 2019 eveneens tweemaal goud. Hij behaalde het merendeel van zijn successen als lid van estafetteteams.

## Biografie

### Eerste successen
Cherry boekte zijn eerste internationale succes tijdens de wereldkampioenschappen voor junioren U20 in Eugene in 2014. Hij maakte deel uit van het Amerikaanse team op de 4 × 400 m estafette, dat daar naar de overwinning snelde in 3.03,31.
Twee jaar later was Cherry er ook bij op de NACAC-kampioenschappen in San Salvador, waar hij op de 4 × 400 m estafette met zijn ploeggenoten de gouden medaille opeiste in 3.00,89. Hieraan voorafgaand was hij op de individuele 400 m tweede geworden.

### Successen op het allerhoogste niveau
Op de wereldkampioenschappen van 2017 behaalde Cherry zijn eerste medaille op het allerhoogste niveau. In de finale van de 4 × 400 m estafette liep hij samen met Wilbert London, Gil Roberts en Fred Kerley naar de zilveren medaille. Individueel liep hij een jaar later naar de tweede plaats op de WK indoor in Birmingham. In de finale van de 400 m moest Cherry slechts Pavel Maslák voor zich laten. Op het estafettenummer liep hij samen met Fred Kerley, Aldrich Bailey en Vernon Norwood naar een volgende zilveren medaille.
Twee jaar later, op de WK in Doha, behaalde Cherry twee wereldtitels. Samen met Fred Kerley, Wilbert London en Rai Benjamin was er eerst de wereldtitel op de 4 × 400 m. Nadien liep hij samen met Wilbert London, Allyson Felix en Courtney Okolo ook nog naar de wereldtitel op de 4 × 400 m voor gemengde teams.

### Olympisch estafettegoud
In 2021 nam Cherry deel aan de uitgestelde Olympische Spelen van 2020 in Tokio. Op de 400 m eindigde hij op de vierde plaats. Vervolgens liep hij als startloper van het Amerikaanse kwartet in de finale van de 4 × 400 m met Michael Norman, Bryce Deadmon en Rai Benjamin naar een eerste olympische titel. Met hun eindtijd van 2.55,70 hielden de Amerikanen de teams van Nederland (zilver in 2.57,18) en Botswana (brons in 2.57,27 achter zich.

## Titels
- Olympisch kampioen 4 × 400 m - 2021
- Wereldkampioen 4 × 400 m - 2019
- Wereldkampioen 4 × 400 m gemengd - 2019
- NACAC-kampioen 4 × 400 m - 2018
- Amerikaans indoorkampioen 400 m - 2018
- NACAC U23-kampioen 4 × 400 m - 2016
- Wereldkampioen U20 4 × 400 m - 2014

## Persoonlijke records
Outdoor
| Afstand | Prestatie | Datum            | Plaats     |
| ------- | --------- | ---------------- | ---------- |
| 200 m   | 20,72 s   | 10 augustus 2020 | Montverde  |
| 300 m   | 32,37 s   | 23 juli 2020     | Fort Worth |
| 400 m   | 44,03 s   | 3 september 2021 | Brussel    |

Indoor
| Afstand | Prestatie | Datum            | Plaats                  |
| ------- | --------- | ---------------- | ----------------------- |
| 200 m   | 21,13 s   | 22 januari 2016  | Birmingham (Alabama)    |
| 300 m   | 34,08 s   | 25 februari 2012 | Hampton (Virginia)      |
| 400 m   | 45,24 s   | 7 februari 2021  | Fayetteville (Arkansas) |
| 500 m   | 1.02,61   | 5 februari 2013  | Hampton                 |
| 600 m   | 1.17,17   | 5 februari 2016  | Albuquerque             |

## Palmares

### 400 m
- 2016:  NACAC U23-kamp. - 45,50 s
- 2018:  WK Indoor - 45,84 s
- 2021: 4e OS - 44,21 s

Diamond League-podiumplaatsen
- 2017:  London Müller Anniversary Games - 45,02 s
- 2019:  Doha Diamond League - 45,48 s
- 2019:  BAUHAUS-galan - 46,30 s
- 2021:  Memorial Van Damme - 44,03 s
- 2021:  Weltklasse Zürich - 44,41 s

### 4 × 400 m
- 2014:  WK U20 in Eugene - 3.03,31
- 2016:  NACAC U23-kamp. - 3.00,89
- 2017:  WK - 2.58,61
- 2018:  WK Indoor - 3.01,97
- 2018:  NACAC - 3.00,60
- 2019: DSQ in de finale IAAF World Relays
- 2019:  Pan-Amerikaanse Spelen - 3.01,72
- 2019:  WK - 2.56,69
- 2021:  OS - 2.55,70

### 4 × 400 m gemengd
- 2019:  WK - 3.09,34 (WR)

1912: Sheppard, Lindberg, Meredith, Reidpath ·
1920: Griffiths, Lindsay, Ainsworth-Davis, Butler ·
1924: Cochran, Helffrich, MacDonald, Stevenson ·
1928: Baird, Alderman, Spencer, Barbuti ·
1932: Fuqua, Ablowich, Warner, Carr ·
1936: Wolff, Rampling, Roberts, Brown ·
1948: Harnden, Bourland, Cochran, Whitfield ·
1952: Wint, Laing, McKenley, Rhoden ·
1956: Jenkins, Jones, Mashburn, Courtney ·
1960: Yerman, Young, G. Davis, O. Davis ·
1964: Cassell, Larrabee, Williams, Carr ·
1968: Matthews, Freeman, James, Evans ·
1972: Asati, Nyamau, Ouko, Sang ·
1976: Frazier, Brown, Newhouse, Parks ·
1980: Valiulis, Linge, Tsjernetski, Markin ·
1984: Nix, Armstead, Babers, McKay ·
1988: Everett, Lewis, Robinzine, Reynolds ·
1992: Valmon, Watts, Johnson, Lewis ·
1996: Harrison, Smith, Mills, Maybank ·
2000: Bada, Chukwu, Monye, Udo-Obong  ·
2004: Harris, Brew, Wariner, Williamson ·
2008: Merritt, Taylor, Neville, Wariner ·
2012: Brown, Pinder, Mathieu, Miller ·
2016: Hall, McQuay, Roberts, Merritt ·
2020: Cherry, Norman, Deadmon, Benjamin ·
2024: Bailey, Norwood, Deadmon, Benjamin